# 2-я Напрудная улица
Вторая Напру́дная улица — улица на северо-востоке Москвы, в Лосиноостровском районе Северо-восточного административного округа. Находится между Осташковской улицей и Оборонной улицей. Так же, как и 1-я Напрудная улица, названа по расположению близ небольшого пруда Торфянка.

## Расположение
2-я Напрудная улица начинается от Осташковской улицы, пересекает Осташковский проезд, Магаданскую и Мезенскую улицы и соединяется с небольшой Оборонной улицей. Значительная часть обеих Напрудных улиц находится в парковой зоне пруда Торфянка. Между Осташковской улицей и 2-й Напрудной находится ФГУП «Дом моделей специальной и рабочей одежды» и пруд с парком.

## Учреждения и организации
- Дом 17А — общеобразовательная школа No.529.